# Country Girls
Country Girls (jap. カントリー・ガールズ, Kantorī Garusu) war eine Gruppe des Hello! Project. Sie wurde 1999 als Country Musume gegründet und bestand bis Anfang 2007 bzw. danach als Solo-Act bis März 2009. 2014 wurden neue Mitglieder und somit das Weiterleben der Gruppe angekündigt, im November desselben Jahres wurde der Name in Country Girls geändert. Das Motto der Gruppe war „Country-Mädels von Hokkaidō“, da Hokkaidō in Japan als sehr ländlich gilt (viel Landwirtschaft, weite Natur, wenige Städte). Ende 2019 verließen alle Mitglieder die Gruppe, welche seitdem inaktiv ist.
Die erfolgreichste Single der Gruppe war Hajimete no Happy Birthday!, welche über 140.000 Mal verkauft wurde.

## Geschichte
Die erste Formation der Gruppe entstand nach einem wochenlangen Casting, bei dem auch körperliche Arbeit auf einem Bauernhof verrichtet werden musste, aus den Gewinnern Rinne Toda, Azusa Kobayashi und Hiromi Yanagihara. Am 16. Juli 1999 verstarb Hiromi bei einem Autounfall, und Azusa verließ die Gruppe kurze Zeit später, sodass Rinna zunächst solo auftreten musste. Im Jahr 2000 trat Asami Kimura der Gruppe bei.
2001 kam Tsunku, der Manager des Hello! Project, auf die Idee, wechselweise Mitglieder aus der Schwesterngruppe Morning Musume in die Band zu bringen. Rika Ishikawa wurde als Erste ausgewählt, um die Gruppe zu verstärken, so dass der Bandname in Country Musume ni Ishikawa. umgeändert wurde.
Im Jahr 2002 kam Mai Satoda in die Gruppe, und Rinne Toda verließ sie, um sich auf eine Schauspielkarriere zu konzentrieren.
2003 wurde Miuna Saito der Gruppe hinzugefügt, und Rika Ishikawa wurde durch zwei andere Morning-Musume-Mitglieder, Miki Fujimoto und Asami Konno, ersetzt. Von nun an hieß die neue Formation Country Musume ni Konno to Fujimoto.
Anfang 2007 stiegen schließlich Miuna Saito und Asami Kimura aus Country Musume und dem Hello! Project aus. Auch Miki und Asami Konno waren nicht mehr länger Teil der Band, so dass Mai Satoda alleine übrig blieb und von da an als Country Musume Satoda Mai auftrat. Sie blieb bis zur Elder Club Graduation am 31. März 2009 im Hello! Project und war danach Teil der Band „Ongaku Gatas“, bei der auch Asami Konno mitwirkte.
Am 2. Januar 2014 erklärte der Produzent Tsunku an, dass er über einen Neustart der Gruppe nachdenke. Am 11. Februar gab Mai Satoda während des Winterkonzerts des Hello! Projects über eine Videonachricht bekannt, dass ein Casting für neue Mitglieder stattfinden würde. Satoda, die ihrem Ehemann, dem Baseballspieler Masahiro Tanaka, in die USA folgt, sollte nicht Teil der neuen Besetzung sein. Up-Front gab jedoch am 7. August bekannt, dass aus dem Casting keine neuen Mitglieder hervorgegangen seien.
Im November 2014 veröffentlichten einige Zeitungen, dass Country Musume unter dem Namen Country Girls neu anfangen werde. Mai Satoda übernahm die Aufgabe einer Managerin. Für die Gruppenbesetzung wurden fünf Mädchen ausgesucht, darunter die Hello! Pro Kenshūsei Risa Yamaki und Manaka Inaba. Die anderen drei Mädchen (Chisaki Morito, Uta Shimamura und Mai Ozeki) wurden beim Casting zu Morning Musumes 12. Generation entdeckt. Ebenfalls unterstützt wurde die Gruppe durch Momoko Tsugunaga, welche wie Mai Satoda einen Managerposten einnahm, jedoch auch bei Auftritten und Veröffentlichungen mitwirkte.
Am 12. Juni 2015 wurde über die offizielle Webseite des Hello! Projects bekanntgegeben, dass Uta Shimamura die Gruppe verlassen hat. Als Grund wurde Uneinigkeit über ihren Vertrag genannt.
Zum einjährigen Geburtstag der neuen Besetzung wurden zwei neue Mitglieder vorgestellt. Es handelte sich dabei um ehemalige Mitglieder der Hello! Pro Kenshūsei, Nanami Yanagawa und Musubu Funaki.
Am 30. Juni 2017 fand das Abschiedskonzert von Momoko Tsugunaga statt. Danach schränkte die Gruppe ihre Aktivitäten stark ein und trat nur noch bei Hello! Project-Konzerten auf und veröffentlichte ihre Singles nur noch digital, was für eine Idol-Gruppe ungewöhnlich ist. Chisaki Morito, Nanami Yanagawa und Musubu Funaki traten anderen Gruppen des Hello! Projects bei.
Im Dezember 2019 verließen alle aktiven Mitglieder die Gruppe. Die Agentur Up-Front hat Überlegungen angekündigt, die Gruppe mit neuen Mitglieder wiederzubeleben. Bis jetzt gibt es jedoch noch keine konkreten Pläne.

## Letzte Besetzung
(Stand: Dezember 2019)
| Name                      | Beitritt         | Geburtsdatum     | Alter | Mitgliedsfarbe | Sonstiges |
| ------------------------- | ---------------- | ---------------- | ----- | -------------- | --------- |
| Risa Yamaki 山木梨沙      | 5. November 2014 | 14. Oktober 1997 | 27    | Limone         | Leader    |
| Chisaki Morito 森戸知沙希 | 5. November 2014 | 19. Februar 2000 | 25    | Orange         |           |
| Mai Ozeki 小関舞          | 5. November 2014 | 10. Februar 2002 | 23    | Mittelblau     |           |
| Musubu Funaki 船木結      | 5. November 2015 | 10. Mai 2002     | 22    | Gelb           |           |
| Mai Satoda 里田まい       | Januar 2002      | 29. März 1984    | 40    | –              | Manager   |

Ehemalige
- Ehemalige Vollmitglieder
  - Azusa Kobayashi (* 30. Januar 1977 in Hokkaido), auch Azusa
  - Hiromi Yanagihara (* 19. September 1981 in Chiba; † 17. Juli 1999), auch Hiromi
  - Rinne Toda (* 2. Juni 1981 in Hokkaido)
  - Miuna Saito (* 1. Dezember 1984), auch Miuna
  - Asami Kimura (* 17. Juli 1984 in Hokkaido), auch Asami
  - Momoko Tsugunaga (* 6. März 1992)
  - Manaka Inaba (* 27. Dezember 1997)
  - Uta Shimamura (* 24. Juni 2002)
  - Nanami Yanagawa (* 6. Januar 2002)
- Ehemalige Leihmitglieder
  - Rika Ishikawa (* 19. Januar 1985 in Kanagawa-ken), auch Charmy, Rika-chan
  - Miki Fujimoto (* 26. Februar 1985 in Hokkaido), auch Mikitty
  - Asami Konno (* 7. Mai 1987 in Hokkaido), auch Asa, KonKon

## Diskografie

### Studioalben
| Jahr | Titel                                                  | Höchstplatzierung, Gesamtwochen, AuszeichnungChartsChartplatzierungen (Jahr, Titel, Platzierungen, Wochen, Auszeichnungen, Anmerkungen) | Anmerkungen                                                   |
| Jahr | Titel                                                  | JP | Anmerkungen                                                   |
| ---- | ------------------------------------------------------ | --- | ------------------------------------------------------------- |
| 2001 | Country Musume. Daizenshū 1 (カントリー娘。大全集①)    | JP20 (2 Wo.)JP | Erstveröffentlichung: 12. Dezember 2001 Verkäufe JP: + 24.850 |
| 2006 | Country Musume. Daizenshū 2 (カントリー娘。大全集②)    | JP39 (2 Wo.)JP | Erstveröffentlichung: 23. August 2006 Verkäufe JP: + 4.512    |
| 2008 | Country Musume. Mega Best (カントリー娘。 メガベスト)  | JP171 (1 Wo.)JP | Erstveröffentlichung: 12. Oktober 2008 Verkäufe JP: + 1.073   |
| 2019 | Seasons                                                | JP63 (2 Wo.)JP | Erstveröffentlichung: 6. März 2019 Verkäufe JP: + 1.428       |
| 2019 | Country Girls Daizenshuu ① (ントリー・ガールズ大全集①) | JP22 (4 Wo.)JP | Erstveröffentlichung: 4. Dezember 2019 Verkäufe JP: + 6.466   |

### Singles
| Jahr | Titel Album | Höchstplatzierung, Gesamtwochen, AuszeichnungChartsChartplatzierungen (Jahr, Titel, Album, Platzierungen, Wochen, Auszeichnungen, Anmerkungen) | Anmerkungen |
| Jahr | Titel Album | JP | Anmerkungen |
| ---- | --- | --- | --- |
| 1999 | Futari no Hokkaido (二人の北海道) Country Musume Daizenshuu ①                                                                                             | — | Erstveröffentlichung: 23. Juli 1999 |
| 1999 | Yukigeshiki (雪景色) Country Musume Daizenshuu ① | — | Erstveröffentlichung: 30. November 1999 mit Rinne Toda als einziges Mitglied                                                                            |
| 2000 | Hokkaido Shalala (北海道シャララ) Country Musume Daizenshuu ①                                                                                             | — | Erstveröffentlichung: 27. April 2000 mit Rinne Toda als einziges Mitglied                                                                               |
| 2000 | Koi ga Suteki na Kisetsu (恋がステキな季節) Country Musume Daizenshuu ①                                                                                   | — | Erstveröffentlichung: 31. Juli 2000 erste Single mit Asami Kimura                                                                                       |
| 2001 | Hajimete no Happy Birthday! (初めてのハッピーバースディ!) Country Musume Daizenshuu ①                                                                     | JP4 (6 Wo.)JP | Erstveröffentlichung: 18. April 2001 Verkäufe JP: + 142.340; erste Single als Country Musume ni Ishikawa                                                |
| 2001 | Koibito wa Kokoro no Quendan (恋人は心の応援団) Country Musume Daizenshuu ①                                                                               | JP6 (5 Wo.)JP | Erstveröffentlichung: 27. Oktober 2001 Verkäufe JP: + 93.070                                                                                            |
| 2002 | Iroppoi Onna ~Sexy Baby~ (色っぽい女 ～Sexy Baby～) Country Musume Daizenshuu ①                                                                           | JP4 (5 Wo.)JP | Erstveröffentlichung: 17. April 2002 Verkäufe JP: + 57.670; erste Single mit Mai Satoda                                                                 |
| 2002 | Bye Bye Saigo no Yoru (Bye Bye 最後の夜) Country Musume Daizenshuu ①                                                                                      | JP8 (4 Wo.)JP | Erstveröffentlichung: 13. November 2002 Verkäufe JP: + 30.018; erste Single ohne Rinne Toda                                                             |
| 2003 | Uwaki na Honey Pie (浮気なハニーパイ) Country Musume Daizenshuu ②                                                                                         | JP7 (6 Wo.)JP | Erstveröffentlichung: 24. Juli 2003 Verkäufe JP: + 41.324; erste Single mit Miuna Saito und als Country Musume ni Konno to Fujimoto                     |
| 2003 | Senpai ~Love Again~ (先輩 ～Love Again～) Country Musume Daizenshuu ②                                                                                     | JP15 (5 Wo.)JP | Erstveröffentlichung: 12. November 2003 Verkäufe JP: + 22.196                                                                                           |
| 2004 | Shining Itoshiki Anata (シャイニング 愛しき貴方) Country Musume Daizenshuu ②                                                                              | JP13 (3 Wo.)JP | Erstveröffentlichung: 4. August 2004 Verkäufe JP: + 16.450                                                                                              |
| 2015 | Itooshikutte Gomen ne / Koi Dorobou (愛おしくってごめんね ／ 恋泥棒) Country Girls Daizenshuu ①                                                           | JP3 (8 Wo.)JP | Erstveröffentlichung: 25. März 2015 Verkäufe JP: + 50.114; erste Single als Country Girls mit komplett neuer Besetzung; letzte Single mit Uta Shimamura |
| 2015 | Wakatteiru no ni Gomen ne/Tamerai Summer Time (わかっているのにごめんね/ためらいサマータイム) Country Girls Daizenshuu ①                                  | JP5 (9 Wo.)JP | Erstveröffentlichung: 5. August 2015 Verkäufe JP: + 35.913                                                                                              |
| 2016 | Boogie Woogie Love / Koi wa Magnet / Ranrarun ~Anata ni Muchuu~ (ブギウギLove ／ 恋はマグネット ／ ランラルン〜あなたに夢中〜) Country Girls Daizenshuu ① | JP2 (6 Wo.)JP | Erstveröffentlichung: 9. März 2016 Verkäufe JP: + 43.726; erste Single mit der 2. Generation; letzte Single mit Manaka Inaba                            |
| 2016 | Dou Datte Ii no / Namida no Request (どーだっていいの／涙のリクエスト) Country Girls Daizenshuu ①                                                         | JP4 (5 Wo.)JP | Erstveröffentlichung: 28. September 2016 Verkäufe JP: + 25.150                                                                                          |
| 2017 | Good Boy Bad Girl / Peanut Butter Jelly Love (Good Boy Bad Girl / ピーナッツバタージェリーラブ) Country Girls Daizenshuu ①                                | JP5 (4 Wo.)JP | Erstveröffentlichung: 8. Februar 2017 Verkäufe JP: + 31.596; letzte Single mit Momoko Tsugunaga                                                         |